# Lag (jocs digitals)
En els jocs en línia, el lag és un retard notori entre l'acció dels jugadors i la reacció del servidor que dona suport al videojoc.
La tolerància al retard depèn del tipus de joc. Per exemple, un joc d'estratègia o un joc basat en torns amb un ritme baix pot tenir un llindar alt de tolerància o fins i tot estar afectat majoritàriament per retards elevats, mentre que un joc d'interacció ràpida com un tirador en primera persona amb un ritme considerablement superior pot requerir un menor retard per poder proporcionar un joc satisfactori. Tanmateix, les característiques específiques del joc són importants. Per exemple, els escacs ràpids és un joc basat en torns que és d'acció ràpida i pot no tolerar un gran retard. A més, alguns jocs trepidants es poden dissenyar de manera que només els esdeveniments que no afectin el resultat del joc presentin retard, permetent una resposta local ràpida la majoria del temps de joc.

## Ping
Ping es refereix a la latència de xarxa entre el client d'un jugador i el servidor de joc segons es mesura amb la utilitat ping o un equivalent. Es calcula quantitativament quantitat de ping com a temps mitjà en mil·lisegons (ms). Com més baix sigui el ping, més baixa és la latència i menys retard experimentarà el jugador. El ping alt i el ping baix són termes generalment utilitzats en jocs en línia, en què el ping alt es refereix a un ping que causa una gran demora; mentre que qualsevol nivell de ping pot causar retard, el retard sever se sol produir amb ping de més de 100 ms. Aquest ús és un argot de la cultura de jocs i no es troba ni s'utilitza habitualment en cercles professionals de xarxes informàtiques. En els jocs on el temps és clau, com els tiradors en primera persona i els jocs d'estratègia en temps real, sempre és desitjable un ping baix, ja que un ping baix significa un joc més suau, permetent actualitzacions més ràpides de les dades del joc entre els clients dels jugadors i el servidor del joc.
L'alta latència pot provocar retard. Els servidors de jocs poden desconnectar un client si la latència és massa elevada i pot suposar un perjudici per al joc d'altres jugadors. De la mateixa manera, el programari del client sol exigir la desconnexió si la latència és massa alta. El ping alt també pot provocar que els servidors es bloquegin a causa de la inestabilitat.
En alguns jocs de trets en primera persona, un ping elevat pot fer que el jugador guanyi involuntàriament avantatges injustos, com ara desaparèixer d'una ubicació i reaparèixer instantàniament en una altra, simulant l'efecte de la tele-transport, fent que sigui difícil per a altres jugadors localitzar la posició del seu personatge fent que el jugador sigui molt més difícil d'apuntar. Per contrarestar-ho, molts servidors de jocs automàticament carreguen als jugadors un ping superior a la mitjana de la xarxa. Per contra, un alt ping pot fer molt difícil que el jugador pugui jugar el joc a causa dels efectes negatius que es produeixen, cosa que dificulta el jugador fer el seguiment d'altres jugadors i fins i tot preveure el moviment del seu personatge.
En lloc d'utilitzar els paquets de xarxa de sol·licitud i resposta d'ICMP tradicionals per determinar els temps de ping, els programadors de videojocs sovint creen la seva pròpia detecció de latència en paquets de jocs existents (normalment basats en el protocol UDP).